# 津巴布韦旺吉电站
津巴布韦旺吉电站位于津巴布韦北马塔贝莱兰省的旺吉镇，位于津巴布韦首都哈拉雷西方约485（301英里），该地拥有丰富的煤炭和野生动植物资源。该电站是津巴布韦最大的电站，总安装发电量为920MW。由于年久失修、设备老化等原因，实际出力不到500 MW。
中国电力建设集团承建的旺吉电站三期扩建工程在非洲的首个投建营一体化项目。项目由电站和输变电两部分组成，电站部分为2×335MW亚临界燃煤机组及配套附属设施，项目建成后，装机总容量将扩大至152万千瓦，能满足津巴布韦全国用电50%的需求，大大缓解津巴布韦用电短缺局面。